# 加利福尼亞魚龍屬
加利福尼亞魚龍屬（屬名：Californosaurus）是一種生存在三疊紀诺利阶的魚龍類，化石發現於加州的下Hosselkus石灰岩層。是目前已知最原始的真魚龍類。

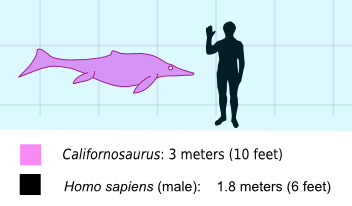
加利福尼亞魚龍與人類的體型相比圖

與身體其他部分相比，加利福尼亞魚龍的長口鼻部與頭部較小，與混魚龍、杯椎魚龍等基礎魚龍類相似。牠們的尾巴銳利地往下彎，與更先進的魚龍類相同，並有垂直的錨尾。加利福尼亞魚龍擁有小型的背鰭。薦椎前的脊椎骨有45到50個。牠們的掌骨呈圓形，並且平坦分布，使鰭狀肢呈現圓形外表。加利福尼亞魚龍身長為3公尺。牠們以魚類及其他小型海洋生物為主食。和其他魚龍類一樣，加利福尼亞魚龍很可能一生都不會離開水域，所以生產也是在水中進行。